# Ujiyasu Hōjō
Ujiyasu Hōjō (北条 氏康, Hōjō Ujiyasu, ur. 1515, zm. 21 października 1571) – japoński daimyō (pan feudalny) w okresie Sengoku. Jako trzeci kolejny przywódca rodu Hōjō z Odawary pokonał największych przeciwników swojego rodu, Shingena Takedę oraz Kenshina Uesugi. Za sprawą tych zwycięstw został okrzyknięty „Lwem z Sagami".

## Lata życia przed objęciem władzy
Ujiyasu był członkiem rodu Hōjō z Odawary, który za sprawą poprzedników był najpotężniejszym rodem w regionie Kantō. Jako najstarszy syn drugiego w kolejności przywódcy rodu, Ujitsuny Hōjō, stał się jego następcą. Zgodnie ze zwyczajem japońskim, zanim przybrał właściwe, dorosłe imię, był nazywany Chiyomaru (千代丸). Większość dzieciństwa spędził prawdopodobnie w rodzinnym zamku Odawara.
W 1530 roku, mimo młodego wieku, stoczył swoją pierwszą bitwę jako dowódca. Mając zaledwie 15 lat, pokonał Tomookiego Uesugi w bitwie pod Ozawaharą (ob. dzielnica Asao-ku w Kawasaki). Wykazał się wtedy po raz pierwszy swoim talentem dowódczym i zapewnił swojemu rodowi przewagę w ciągnącym się od lat konflikcie z klanem Uesugi. Przez następne kilkanaście lat brał udział w codziennym życiu swojego rodu bez większych wydarzeń aż do 1541 roku, kiedy to zmarł Ujitsuna Hōjō. Ujiyasu stał się wówczas trzecim kolejnym przywódcą rodu Hōjō z Odawary.

## Wojna z klanem Uesugi
W 1545 roku zawiązał się sojusz przeciwko klanowi Hōjō złożony głównie z rodów: Uesugi, Takeda, Imagawa oraz Ōgigayatsu. Siły dowodzone przez syna Tomookiego Uesugi, Tomosadę, liczyły łącznie 85 tys. ludzi. Zgromadzono tak wielkie wojsko, aby przejąć od Hōjō ważny zamek Kawagoe (w dawnej prowincja Musashi). Siły sojuszu rozpoczęły oblężenie, mając miażdżącą przewagę liczebną nad liczącym zaledwie 3 tys. żołnierzy garnizonem. Żołnierze z zamku stawiali opór dostatecznie długo, aby Ujiyasu przybył na ratunek na czele 8 tys. żołnierzy. Mimo tego wsparcia przeciwnicy Hōjō mieli około ośmiokrotną przewagę i dlatego daimyō nie wydał im bitwy, a pozostawił swą armię w ukryciu.
Ujiyasu podjął dwa główne kroki, aby przygotować się do ocalenia zamku Kawagoe. Po pierwsze wysłał swoich ludzi, by ci przeniknęli przez linię oblężenia do dowodzonego przez Tsunashige Hōjō garnizonu i poinformowali go o odsieczy. Następnie wysłał ninja, aby wykradli z obozu wroga plany bitwy. Korzystając ze zdobytej w ten sposób przewagi, Ujiyasu zaplanował nocny atak, który przeszedł do historii jako jedna z najsłynniejszych nocnych bitew samurajów. Siły Hōjō pokonały wielokrotnie liczniejszą armię wroga dzięki ogromnemu zaskoczeniu oraz koordynacji działań z garnizonem Kawagoe. Straty po stronie tych pierwszych były minimalne, podczas gdy wojsko sojuszu straciło niemal jedną czwartą żołnierzy.
Wygrana w bitwie pod Kawagoe była bardzo ważnym stopniem w drodze do opanowania przez Ujiyasu całego Kantō. W następnych latach Uesugi przegrali kolejne bitwy i byli zmuszeni do zaprzestania prób spełnienia swoich roszczeń terytorialnych w Kantō. Kenshin Uesugi jako ostatni z tego rodu zagroził Hōjō, gdy zmiażdżył ich obronę i obległ zamek Odawara. Jednak po dwóch miesiącach wycofał się, a Ujiyasu mógł zacząć ekspansję poza ojczysty region.

## Relacje z rodem Takeda
Ród Takeda z racji swego położenia mógł być naturalnym sprzymierzeńcem albo Hōjō, albo Uesugi. Ich rodzima prowincja, Kai, miała dogodny dostęp zarówno do Kantō, jak i Echigo. W ciągu trwającego wiele dziesięcioleci konfliktu popierali wielokrotnie obie strony zależnie od własnego interesu. Gdy Kenshin Uesgi najechał Odawarę, Shingen Takeda wsparł Ujiyasu i w ten sposób zmusił Kenshina do wycofania się. Następnie zawarł z Hōjō oficjalny sojusz i w 1563 roku wspólnie odbili zamek Matsuyama. Dzięki niemu Ujiyasu zdobył kontrolę nad prowincją Musashi.
W ciągu następnego roku Ujiyasu Hōjō samodzielnie zdobył kontrolę nad czterema kolejnymi prowincjami (Sagami, Izu, Shimosa, Kazusa) w między innymi dwóch bitwach pod Kōnodai. Pokonał wtedy rody Satake oraz Satomi, choć nie zniszczył ich całkowicie.
Nagły wzrost potęgi Hōjō był dla Shingena Takedy niepokojący tak samo, jak dla Ujiyasu zagrożeniem była bliskość potężnego klanu Takeda. Wzrastające napięcie doprowadziło w końcu do zaognienia konfliktu, kiedy to sprowokowany Shingen Takeda zaatakował zamek Hachigata w prowincji Musashi. Niemal niepokonany dotąd daimyō wrogiego rodu, został odparty przez syna Ujiyasu, Ujikuni. Podobne zdarzenie miało miejsce w przypadku oblężenia zamku w Takayamie.
Następne działania wojenne zostały podjęte dopiero w następnym roku. Shingen przełamał obronę Hōjō i w krótkim czasie dotarł aż do stołecznego zamku Odawara. Jednak oblężenie trwało jeszcze krócej niż to rozpoczęte przez Kenshina Uesugi. Po trzech dniach wojska Takedy spaliły miasto i odeszły. Dwaj synowie Ujiyasu, Ujikuni oraz Ujiteru, ruszyli za nim w pościg, ale po krótkiej bitwie pod Mimase wojskom Takedy udało się skutecznie przeprowadzić odwrót. Hōjō w tej bitwie ponieśli znacznie większe straty i musieli zaprzestać pościgu. Później tego roku jeden z synów Takedy, Katsuyori, zdobył zamek Kanbara w prowincji Suruga. Ostatnim starciem między tymi dwoma rodami za życia Ujiyasu było utracenie kolejnego zamku w Surudze, a mianowicie Fukuzawy.

## Śmierć
Przed śmiercią Ujiyasu Hōjō zatroszczył się o to, by jego klan zawarł pokój ze swoimi największymi przeciwnikami. Aby to przypieczętować oddał swojego najmłodszego syna do adopcji do klanu Uesugi, a Hayakawę i Masako jako żony, odpowiednio, do rodów Imagawa i Takeda. Zaakceptował także roszczenia Shingena Takedy do prowincji Suruga. Ujiyasu zmarł w 1571 roku, pozostawiając najstarszemu synowi, Ujimasie silne i zjednoczone terytorium w centralnej Japonii.